# Zettabit
Un zettabit es una unidad de información de almacenamiento en la computadora, normalmente abreviado como Zbit o a veces Zb.
1 zettabit = 1021 bits = 1.000.000.000.000.000.000.000 bits.